# Classe Harukaze
La classe Harukaze est la première classe de destroyers japonais construits depuis la fin de la Seconde Guerre mondiale. Sa mission principale était la lutte anti-sous-marine.
La quasi-totalité de l'équipement a été fourni par les États-Unis conformément à l'accord d'assistance mutuelle de défense entre les États-Unis et le Japon. Les systèmes de capteurs embarqués faisaient partie de l'équipement standard de l'US Navy à cette époque, notamment le radar de recherche aérienne AN/SPS-6, le radar de recherche de surface AN/SPS-5, le sonar de recherche QHB, ou le sonar d'attaque QDA,.
Trois canons de 5 pouces/38 calibres étaient montés sur des supports simples Mark 30 et contrôlés par un directeur militaire Mark 51. Mais la force maritime d'autodéfense japonaise n'était pas satisfaite de ces performances, le Mark 51 sera remplacé par le système de conduite de tir des canons de navire avancé suédois développé par Contraves (Harukaze) ou le Mark 57 Américain (Yukikaze). Dans le même temps, les canons K et les racks de charges de profondeur ont été réduits de moitié et remplacés par des torpilles Mark 32 avec deux lanceurs Mark 2 sur le côté.

## Navires de la classe
| N ° de fanion   | Nom      | Pose de la quille | Lancement         | Commission | Fin de service |
| --------------- | -------- | ----------------- | ----------------- | ---------- | -------------- |
| DD-101/ASU-7002 | Harukaze | 1954              | 20 septembre 1955 | 1956       | 1985           |
| DD-102/ASU-7003 | Yukikaze | 1954              | 20 août 1955      | 1956       | 1985           |